# Brandenburg an der Havel

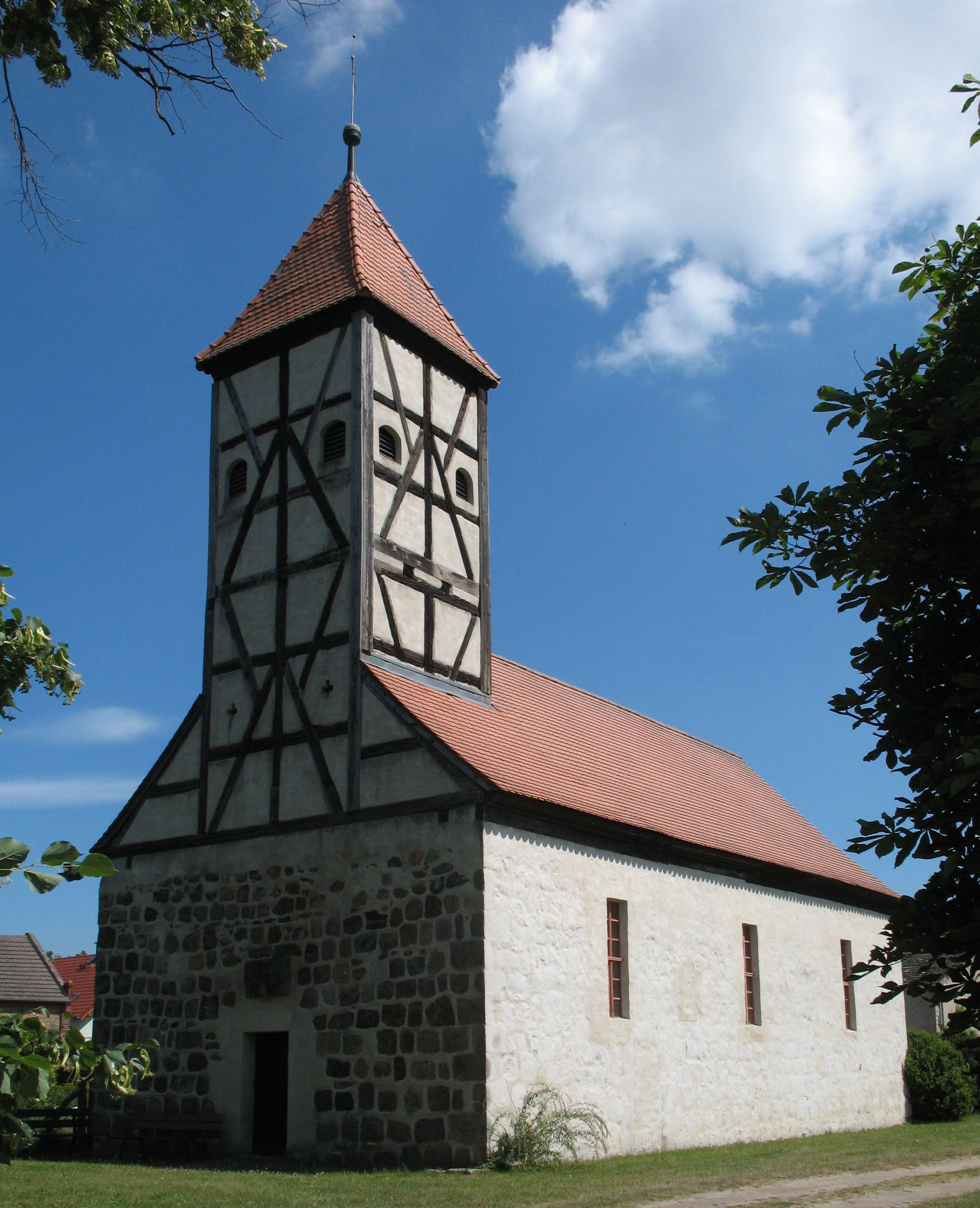
Nhà thờ ở Mahlenzien

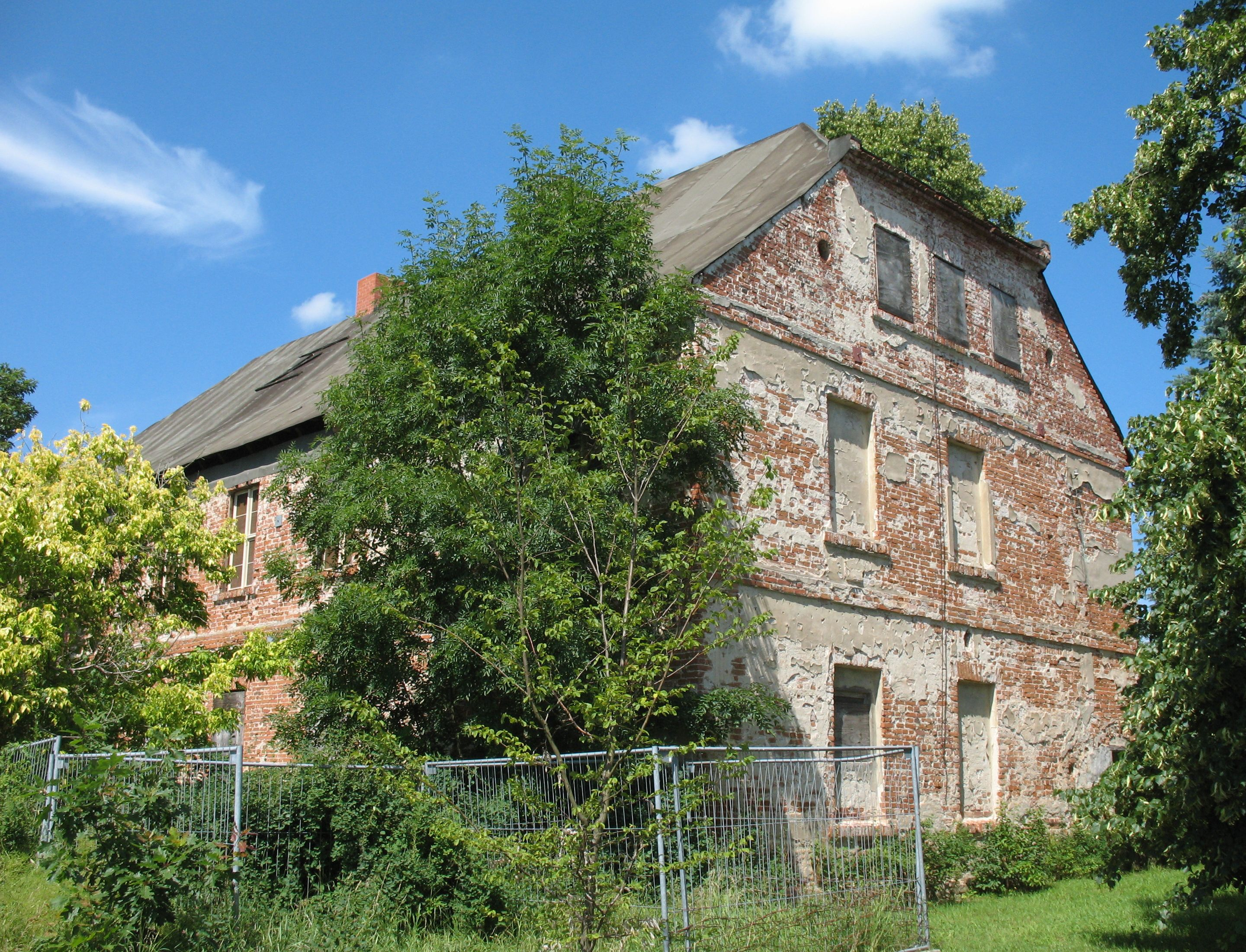

Cờ Brandenburg

Brandenburg an der Havel là một thành phố của Đức. Thành phố này thuộc bang Brandenburg. Thành phố có diện tích km2, dân số thời điểm cuối năm 2006 là 73.475 người. Thành phố nằm bên hai bờ sông Havel.
Lâu đài Brandenburg, nơi từng là pháo đài của bộ lạc Slave Stodoranie, đã bị chiếm bởi vua Henry the Fowler vào năm 929.